# Théodulf d'Orléans
Théodulf d'Orléans (ou Théodulfe, Théodulphe ; en latin Theodulfus Aurelianensis,), né vers 755 en Espagne et mort le 18 décembre 820 (plutôt que 821) à Angers, est un homme d'Église et un lettré de l'époque carolingienne, évêque d'Orléans, protagoniste de la « renaissance carolingienne ».

## Biographie

### Origines et débuts
Théodulf avait des origines wisigothiques. Il naquit probablement dans le nord-est de l'Espagne (Aragon). Sa famille s'établit aux alentours de 778 dans la région du Languedoc appelée Septimanie. Le jeune homme se consacra aux études[réf. nécessaire].
Fort cultivé, il devint enseignant en Italie[réf. nécessaire], où il fut repéré par Charlemagne[réf. nécessaire], roi des Francs et des Lombards. Il fut accueilli à sa cour aux côtés d'autres lettrés comme l'Anglo-Saxon Alcuin ou le Lombard Paul Diacre. Il fit partie aussi du groupe de lettrés faisant partie de la truste de Charlemagne, groupe auquel les Romantiques ont donné abusivement le nom d'Académie palatine ; mais le prétendu surnom de « Pindare » qu'il y aurait reçu est une invention de Friedrich Lorentz (1829), déjà dénoncée par Ernst Dümmler en 1881, mais inlassablement reproduite, par routine, jusque dans les études les plus récentes.

### Sa carrière dans le royaume franc de Charlemagne
La plus importante mission d'État que nous lui connaissions est celle de missus dominicus.
Charlemagne le nomma évêque d'Orléans, charge qu'il exerçait déjà en 798 (sans que l'on sache précisément l'année de sa nomination) et qu'il détint jusqu'en 818.
Il fut en même temps, pendant 19 ans et demi, abbé de Fleury, abbaye devenue Saint-Benoît-sur-Loire entre août 798 et mai 818.
Il assista au couronnement impérial de Charlemagne en 800, y reçut du pape le pallium et succéda à Alcuin comme conseiller théologique de l'empereur en 804.

### Son rôle comme évêque et abbé
Théodulf organisa l'enseignement essentiellement dans l'Orléanais, créant des écoles paroissiales gratuites[réf. nécessaire], des écoles épiscopales pour le niveau secondaire et des écoles monastiques. Il réforma le système d'hospitalisation[réf. nécessaire] et établit dans les couvents la règle bénédictine, qui astreignait  les moines à la prière et au travail.
Comme Alcuin, il travailla pour Charlemagne à la révision de la version alors autorisée de l'Écriture sainte (texte traduit en latin et que nous appelons encore Vulgate). Il collationna ainsi des manuscrits de la Bible, et, anticipant les méthodes de Loup de Ferrières, utilisa des annotations précises pour distinguer l'origine des différentes leçons,. Nous avons conservé au moins six Bibles exécutées sous sa direction,,.
À Germigny-des-Prés, à une trentaine de kilomètres d'Orléans, Théodulf fit édifier en 806 un oratoire qu'il orna d'une mosaïque absidiale d'inspiration byzantine (unique exemple en France). Elle représente l'Arche d'alliance entre deux chérubins, symbole qui remplace une représentation de Dieu dans une optique qui est aussi celle des Libri Carolini ; cette chapelle est un des rares monuments d'époque carolingienne subsistant en France.

### Son rôle comme théologien
Pendant le règne de Charlemagne, la crise iconoclaste ou Querelle des Images, née à  Constantinople, connut une longue trêve (avant de se rallumer en 813 pour se prolonger jusqu'en 843). C'est Théodulf (comme cela a été définitivement établi à la fin du XXe siècle) qui rédigea, vers 793, le long manifeste intitulé Opus Caroli regis contra synodum (mais  souvent appelé Libri Carolini), ainsi nommé parce qu'il fut écrit au nom de Charlemagne comme une réponse officielle de la monarchie franque au document venu de l'Empire byzantin à la suite du deuxième concile de Nicée (787). Dans ce texte, Théodulf, prenant appui sur Aristote et sur sa méthode logique, fustige la pratique de l'adoration des images, considérée comme idolâtre. Ses Carmina constituent un commentaire en vers latins des livres du Pentateuque.
Chargé par Charlemagne d'appuyer par un mémoire la doctrine romaine dans la controverse du Filioque,, son De Spirito Sancto se présente essentiellement comme une compilation des idées des Pères de l'Eglise sur la sainte Trinité. Il participe en novembre 809 à l'assemblée générale (ou plaid ; parfois appelé concile ou synode) d'Aix-la-Chapelle, qui affirme la doctrine de la double procession, et il écrit à la demande de Charlemagne, à la même époque, un traité sur le Saint Esprit (De spiritu sancto).

### Le règne de Louis le Pieux et la chute de Théodulf
Lorsque le roi Bernard d'Italie se révolta contre Louis le Pieux à l'automne de l'an 817, Théodulf fut accusé — à tort selon Egon Boshof— d'intelligence avec le rebelle. La même accusation fut portée contre Adalhard, Wala et Leidrade, mais Théodulf fut traité plus durement que ceux-ci : il fut déposé de son siège épiscopal et emprisonné en 818 à Angers, probablement à l'abbaye Saint-Aubin. Refusant de recouvrer sa liberté au prix d'un compromis, il demeura dans sa prison monastique, où il mourut le 18 décembre d'une année non précisée mais qui a toutes les chances d'être 820, trop tôt donc pour profiter de l'amnistie générale décrétée en octobre 821, au plaid de Thionville, qui permit le retour en grâce, entre autres, d'Adalhard et de Wala.

## Colloque pour le1200eanniversaire
Auparavant méconnu, de nos jours les chercheurs identifient son rôle très important dans le cadre de la renaissance carolingienne. C'est pourquoi s'est tenu, du 1er au 3 octobre 2021 à l'abbaye de Saint-Benoît-sur-Loire, le colloque Un tombeau de papier pour Théodulf d'Orléans, au moment du 1200e anniversaire de sa mort.

## Œuvres
- Deux séries de statuts diocésains pour l'Église d'Orléans, éditées par Peter Brommer, dans Monumenta Germaniae Historica. Capitula episcoporum, tome I (Hannover, 1984) : Capitula ad presbyteros (p. 103-142) et Capitula altera (p. 148-184).
- De ordine baptismi. Édition : Patrologia Latina, tome 105 (1864), col. 223-240.
- De spiritu sancto. Édition : Patrologia Latina, tome 105 (1864), col. 239-276.
- Opus Caroli regis contra synodum ou Libri Carolini. Édition : Ann Freeman & Paul Meyvaert, dans Monumenta Germaniae Historica. Concilia. Tomus II. Supplementum. Hannover, Hahnsche, 1998, p. 97-558.
- Carmina (« Poèmes »). Édition : Ernst Dümmler, dans Monumenta Germaniae Historica. Poetae Latini aevi Carolini, tome I (Berlin, 1881), p. 445-569.
- Parmi ces poèmes, signalons les Versus ad iudices, autrefois appelés Paraenesis ad iudices, « Exhortation aux juges » (édition : E. Dümmler, op. cit., Carmen XXVIII, p. 493-517). Dans cette longue pièce (956 vers), Théodulf exhorte les juges à rendre la justice pour tous et de façon équitable. Il y décrit — peut-être de façon ironique — les diverses sortes d'objets de valeur par lesquels ceux-ci pourraient être corrompus. Le poète montre au lecteur son goût pour les antiquités romaines, bien que les objets antiques qu'il décrit soient peut-être imaginaires.
- Hymne Gloria, laus et honor Tibi, qu'il composa durant sa détention à Angers et qui est toujours en usage dans la liturgie latine du Dimanche des Rameaux. L'authenticité de cette attribution est désormais admise.

### Articles liés
- Liste des évêques d'Orléans
- Diocèse d'Orléans